# Colmoulins
Colmoulins est un lieu-dit se trouvant à la jonction des communes de Harfleur et de Montivilliers, où étaient situées trois propriétés :
- un manoir médiéval, dont les vestiges étaient encore observables en 1860 au milieu des étangs
- le château du petit Colmoulins, propriété acquise par Georges Ancel vers 1895,
- le château du grand Colmoulins, propriété de Stanislas Foäche, qui fait rebâtir le château par Pierre-Adrien Paris, qui a été détruit à la suite des bombardements de la Seconde Guerre mondiale.